# Renault Trucks K
Renault Trucks K este o gamă de camioane grele pentru construcții introdusă în 2013 de producătorul francez de camioane Renault Trucks.